# Marmosa tyleriana
Marmosa tyleriana e вид опосум от семейство Didelphidae.
Видът е ендемичен за Гвианските възвишения във Венецуела като са описани три популации намиращи се на надморска височина до 2000 m. Представителите на вида са най-дребните от рода. Те са нощни хищници хранещи се с насекоми и плодове. Живеят по дърветата и земята.